# Hans Poser (Philosoph)

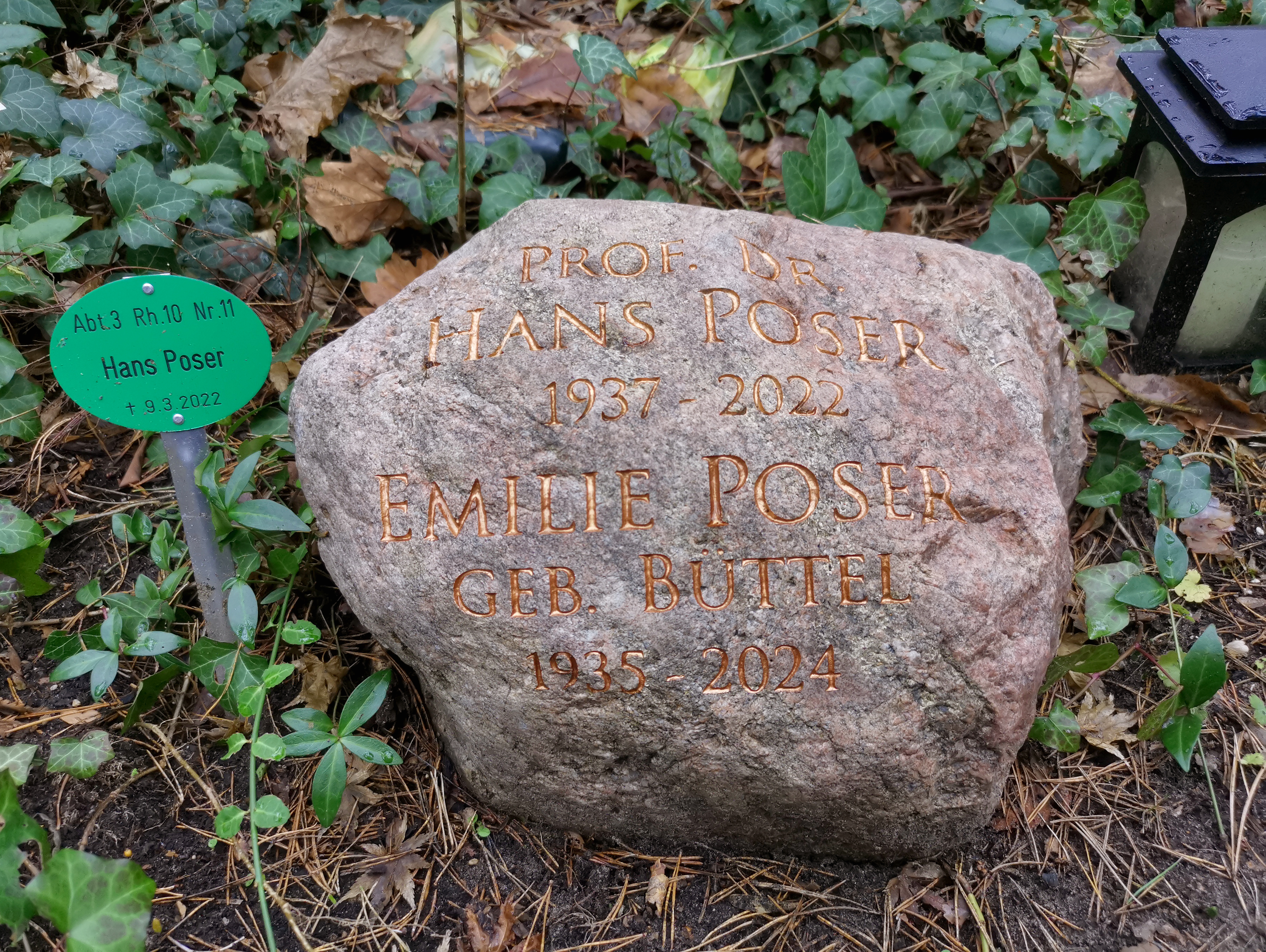
Grab dem Friedhof Berlin-Frohnau, Hainbuchenstraße

Hans Poser (* 25. Mai 1937 in Göttingen; † 9. März 2022 in Berlin) war ein deutscher Philosoph und Hochschullehrer.

## Leben
Hans Posers gleichnamiger Vater war Professor für Geographie.
Hans Poser studierte ab dem Jahr 1957 die Fächer Mathematik, Physik und Philosophie an der Universität Tübingen und der Universität Hannover und legte im Jahr 1964 das Staatsexamen ab mit einer Zulassungsarbeit auf dem Gebiet der Geometrie. Von da ab widmete er der Philosophie den Großteil seiner Aufmerksamkeit und wurde in diesem Fach im Jahr 1969 mit einer Forschungsarbeit über das Denken des deutschen Philosophen Gottfried Wilhelm Leibniz promoviert, dem seitdem sein besonderes Augenmerk galt. Zwei Jahre später folgten die Habilitation und eine Tätigkeit als Dozent an der Technischen Universität Hannover. Im Jahr 1972 wurde Hans Poser an die Technische Universität Berlin berufen und lehrte dort als ordentlicher Professor das Fach Philosophie am Institut für Philosophie, Wissenschaftstheorie, Wissenschafts- und Technikgeschichte bis zu seiner Emeritierung im Jahr 2005. Aus Anlass der Vollendung seines 80. Lebensjahres fand an der TU Berlin am 12. Juli 2017 die Tagung Homo Creator – Technik als philosophische Herausforderung statt.
Sein besonderes fachliches Interesse galt der neueren Philosophiegeschichte von Descartes bis Schelling, der Wissenschafts- und Technikphilosophie, der Modaltheorie sowie der Philosophie der Mathematik.
Hans Poser nahm mehrmals Gastdozenturen und -professuren wahr: in Europa, Afrika, Asien sowie Süd- und Nordamerika. Er fungierte als Gutachter für die Deutsche Forschungsgemeinschaft (DFG) und den Deutschen Akademischen Austauschdienst (DAAD). Von 1994 bis 1996 war er Präsident der Allgemeinen Gesellschaft für Philosophie in Deutschland, die heute den Namen Deutsche Gesellschaft für Philosophie trägt. Er war Mitglied der Interakademischen Leibniz-Kommission der Berlin-Brandenburgischen Akademie der Wissenschaften und des Comite Directeur der Fédération Internationale des Sociétés de Philosophie (FISP).
Poser war Mitherausgeber von Sammelbänden, Festschriften und Kongressbänden sowie von Fachperiodika, unter anderem den Studia Leibnitiana und der Allgemeinen Zeitschrift für Philosophie.
Der von Poser geprägte Begriff „Technodizee“ fand Aufnahme in den gesellschaftlichen Diskurs um die Risiken technischen Fortschritts (Technikfolgenabschätzung). Posers Essay Von der Theodizee zur Technodizee war eine wichtige Inspiration für den Roman Kraft von Jonas Lüscher.
Zu Posers Schülern gehören der Leibniz-Forscher Wenchao Li, der Technikphilosoph Christoph Hubig und der Foucault-Forscher und Bibliothekar Ulrich Johannes Schneider.
Der Technikhistoriker Stefan Poser ist sein Sohn.

## Schriften (Auswahl)
Monographien
- Zur Theorie der Modalbegriffe bei G. W. Leibniz. Steiner, Wiesbaden 1969 (= Studia Leibnitiana, Supplementa. Band 6). Zugleich Dissertation.
- Wissenschaftstheorie. Eine philosophische Einführung. Reclam, Stuttgart 2001; 2., überarbeitete und erweiterte Auflage ebenda 2012, ISBN 978-3-15-018995-5.
- René Descartes – Eine Einführung. Reclam, Stuttgart 2003, ISBN 3-15-018286-7.
- Gottfried Wilhelm Leibniz zur Einführung. Junius Verlag, Hamburg 2005; 2. Auflage ebenda 2010; 3., korrigierte Auflage ebenda 2016, ISBN 978-3-88506-613-2.
- Leibniz’ Philosophie. Über die Einheit von Metaphysik und Wissenschaft. Hrsg. von Wenchao Li. Meiner, Hamburg 2016, ISBN 978-3-7873-2859-8; E-Book: ISBN 978-3-7873-2860-4.
- Homo Creator – Technik als philosophische Herausforderung. Springer VS, Wiesbaden 2016, ISBN 978-3-658-08151-5.

 Sammelbände (als Herausgeber)
- Beobachtung und Erfahrung. Erkenntnistheoretische und wissenschaftshistorische Untersuchungen zur Erkenntnisbegründung. Kolloquium an der Technischen Universität Berlin. Universitätsbibliothek der Technischen Universität Berlin, Berlin 1992.
- Herausforderung Technik. Philosophische und technikgeschichtliche Analysen, Frankfurt am Main 2008.

Wissenschaftliche Aufsätze
- Die Rationalität der Mythologie. In: Hans Lenk (Hrsg.): Zur Kritik der wissenschaftlichen Rationalität. Zum 65. Geburtstag von Kurt Hübner. Alber, Freiburg im Breisgau 1986, ISBN 3-495-47614-8, S. 121–132.
- Ist Bildung durch Wissenschaft heute noch ein realistisches Ziel? In: Winfried Böhm, Martin Lindauer (Hrsg.): „Nicht Vielwissen sättigt die Seele“. Wissen, Erkennen, Bildung, Ausbildung heute. (= Drittes Symposium der Universität Würzburg.) Ernst Klett, Stuttgart 1988, ISBN 3-12-984580-1, S. 87–106.